# Lake Carey
Lake Carey är en sjö i Australien. Den ligger i delstaten Western Australia, omkring 690 kilometer nordost om delstatshuvudstaden Perth. Lake Carey ligger 399 meter över havet. Arean är 686 kvadratkilometer. Den sträcker sig 69,1 kilometer i nord-sydlig riktning, och 66,8 kilometer i öst-västlig riktning.
I omgivningarna runt Lake Carey växer i huvudsak buskskog. Trakten runt Lake Carey är nära nog obefolkad, med mindre än två invånare per kvadratkilometer. Genomsnittlig årsnederbörd är 379 millimeter. Den regnigaste månaden är januari, med i genomsnitt 95 mm nederbörd, och den torraste är augusti, med 9 mm nederbörd.